# Savigno

Ehemaliges Gemeindewappen

Savigno, in emilianischer Sprache Savéggn, ist eine Fraktion der italienischen Gemeinde (comune) Valsamoggia in der Metropolitanstadt Bologna, Region Emilia-Romagna. Seine Einwohner werden Savignesi genannt.

## Ortsgebiet
Sein gleichnamiger Hauptort umfasst ein breit gedeihendes Gebiet, das das ganze Hochtal des Flusses Samoggia umfasst. Das Gebiet zeichnet die Wasserscheidung mit dem Reno-Tal ab und besteht aus Bergen und Tälern, in denen der Anbau vorwiegend von Viehfutter sich mit Wäldern und Schluchten abwechselt. Im Gebiet ist noch eine reiche von Holzfällern, Pferdezüchtern und Trüffelzüchtern gekennzeichnete Tradition anzutreffen. Gerade der Trüffel ist das Produkt, das das Dorf meistens bezeichnet: Der Bianco pregiato dei Colli Bolognesi, der zulande sehr verbreitet ist, ließ Savigno den Ehrentitel von Città del tartufo verdienen, der heute weltweit anerkannt ist. Des Weiteren gibt es sehenswerte Pfarreien, Darbietungen von Redner und alte Mühlen zu finden.

## Geschichte

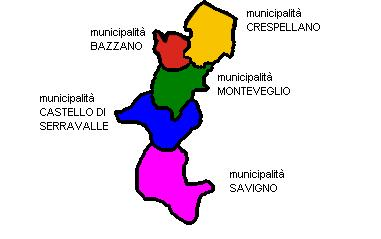
Gliederung von Valsamoggia mit Savigno in pink

Zum 1. Januar 2014 bildete Savigno zusammen mit den Gemeinden Bazzano, Castello di Serravalle, Crespellano und Monteveglio die neue Gemeinde Valsamoggia. Der Gemeindefusion war ein Volksentscheid am 25. November 2012 vorausgegangen, bei dem sich in Castello di Serravalle, Crespellano und Monteveglio eine Mehrheit für und in Bazzano und Savigno eine Mehrheit gegen den Zusammenschluss aussprach. In Savigno lag die Ablehnung bei 56,8 %. Die Ergebnisse aller fünf Gemeinden zusammengerechnet ergab jedoch ein Votum von 51,46 % für die Fusion.

## Sehenswürdigkeiten
Besonders bedeutend sind der Oratorio di S.Matteo (Gebetshaus von Sankt Mattheus) am Hauptplatz vom Hauptort; die Pieve di San Giorgio (Pfarrei von San Giorgio) in der Ortschaft Samoggia, die 1015 aufgebaut wurde, wo eines der schönsten Altare vom 17. und 18. Jahrhundert im Apennin aufbewahrt wird; die mittelalterliche Chiesa Parrocchiale von S.Maria Assunta di Merlano, im 18. Jahrhundert renoviert und 1870 praktisch wieder aufgebaut. Drinnen sind erlesene Tonbüsten vom 17. Jahrhundert und ein bemerkenswerter Organkasten vom 17. Jahrhundert zu sehen. Die Ortschaft Vedegheto im Tal des Baches Venola (Nebenfluss des Reno) ist reich an Türmen und alten Häusern. Dort befindet sich eine alte Wassermühle noch im Betrieb. Gerade wegen der Natur seines Gebiets, das durch viele Wasserströme eingeschnitten wird, zählt Savigno verschiedene Wassermühlen auf, die in einem Reiseweg vom Mulino del Notaro über den Molino del Dottore und den Molino del Cozzo bis zum Segaticcio besucht werden können. In Poggio und Casa Ropa sind zwei Turmhäuser nennenswert, das eine vom 15. Jahrhundert, das andere vom 12. Jahrhundert.